# Adrian N. Sherwin-White
Adrian Nicolas Sherwin-White (* 10. August 1911 in Brentford; † 1. November 1993 in Fyfield) war ein britischer Althistoriker.
Der Sohn eines Anwalts kam 1930 nach Oxford an das St John’s College, um Literae humaniores zu studieren (ein Studium mit klassischen Inhalten, Alte Geschichte und Philosophie). Er promovierte bei Hugh Last mit einer Arbeit, die 1939 unter dem Titel The Roman Citizenship veröffentlicht wurde. 1936 wurde er Fellow, als Last den altehrwürdigen Camden-Lehrstuhl für Alte Geschichte in Oxford übernahm. 1937 erwarb er den Master. Während des Zweiten Weltkrieges war er wegen seiner Augenschwäche vom Kriegsdienst befreit. 1956 wurde Sherwin-White zum Mitglied der British Academy gewählt. In den folgenden Jahren erschienen die weiteren bedeutenden Arbeiten Ancient Rome (1959), Roman Society and Roman Law in the New Testament (1963) über die Spiegelung des römischen Rechts und der römischen Gesellschaftsordnung im Neuen Testament sowie Racial Prejudice in Ancient Rome (1967) über Rassenvorurteile im kaiserzeitlichen Rom. Sein Hauptwerk war jedoch der historische Kommentar zu den Briefen des jüngeren Plinius. Von 1966 bis 1979 war er Reader in Alter Geschichte an der Oxford University. Sherwin-White war von 1974 bis 1977 Präsident der Society for the Promotion of Roman Studies und seit 1977 Mitglied der Bayerischen Akademie der Wissenschaften.
Sein Forschungsschwerpunkt war vor allem der Bereich der römischen Verfassungs- und Sozialgeschichte. Sein Werk The Roman Citizenship über das römische Bürgerrecht gehört zu den Standardwerken zur römischen Verfassungsgeschichte. Er verfasste außerdem eine große Anzahl von Aufsätzen und Rezensionen im Journal of Roman Studies.

## Schriften
- Roman foreign policy in the East, 168 B.C. to A.D. 1. London 1984, ISBN 0-7156-1682-X.
- The Roman citizenship. 2. Auflage, Oxford 1973, ISBN 0-19-814813-5.
- Racial prejudice in Imperial Rome. Cambridge 1970, Reproduktion der Ausgabe von 1967, ISBN 0-521-06438-4.
- The letters of Pliny. A historical and social commentary. Oxford 1966.